# ستوريكوصور
الستوريكوصور (الاسم العلمي: Staurikosaurus) وتعني ("سحلية صليب الجنوب")، وهي جنس من ديناصورات الهيريراصورية التي عاشت خلال العصر الثلاثي المتأخر في البرازيل، وقد وجدت في تشكيل سانتا ماريا.